# Eurovision Song Contest 2001
Eurovision Song Contest 2001 blev afholdt i Parken i den danske hovedstad København den 12. maj 2001. Værterne var Natasja Crone og Søren Pilmark. Konkurrencen blev vundet af Tanel Padar, Dave Benton & Soul Militia/2XL, der repræsenterede Estland, med sangen Everybody. Dave Benton (fra Aruba) er den eneste sorte person der nogensinde har vundet Eurovision Song Contest (ESC).

## Deltagerne
Alle deltagerlandende i årets ESC telefonafstemning, idet man tidligere havde vedtaget at dette var det første show med tvungen telefonafstemning. Jury-stemmerne tjente således kun som en nød-foranstaltning og blev kun brugt i enkelte lande, hvor der var problemer med teknikken eller hvor telekommunikations infrastrukturen var for svag. Der var også en regelændring vedrørende kvalifikationen af lande til showet i 2002. Ud over `de fire store´ ville de 15 øverst placerede i dette års show kvalificere sig til næste års deltagelse. De øvrige pladser for 2002 ville blive delt ud til de lande der ikke deltog i 2001, på grund af deres lave point-gennemsnit for showene 1996-2000.
De store favoritter var Frankrig, Grækenland og Slovenien. Desuden var der høje forventninger til latino-sangerne fra Malta og Spanien. Den svenske sang røg ind i et kontrovers, idet den havde stor lighed med det belgiske indslag fra ESC 1996 "Liefde is een kaartspel". Da afstemningen kom var der til sidst kun to reelle konkurrenter om førstepladsen: Danmark og Estland. Estland endte – overraskende – som vindere.

## Showet

### Organiseringen
Danmarks Radio havde visse problemer mens de organiserede showet; dårlig økonomi og det at finde en passende lokalitet. Den endelige placering i Parken kom først i stand, efter tilsagn fra virksomheden bag Parken (Parken Sport & Entertainment) gav tilsagn om at bygge et sammenføjeligt tag på. Denne løsning gav den hidtidige største lokalitet for afholdelse af et ESC: 38.000 tilskuere. Størrelsen var dog ikke en komplet succes, idet mange af tilskuerne ikke kunne se scenen ordentligt og for mange af bidragene virkede rummet simpelthen for stort.

### Værterne
Værterne, Natasja Crone og Søren Pilmark, der kommenterede showet i parvise rim, fulde af jokes, tildrog sig megen kritik fra mange folk, især fra Storbritanniens BBC kommentator Terry Wogan. Wogans konstant bidende kommentarer om værtsparret, som han konsekvent refererede til som "Doctor Death and the Tooth Fairy/The Little Mermaid" ("Doktor Død og Tandfeen/Den lille havfrue") fornærmede nogle danskere så meget, at BBC følte sig forpligtet til at udsende en undskyldning.

### Underholdning
Som underholdning optrådte bandet Aqua mens der blev afgivet stemmer, med et medley af deres største hits, akkompagneret af Safri Duo på slagtøj og Nellie Ettison på kor.
Den første song, "Around the World", blev afviklet uden større problemer, men der kom kold luft på scenen, da forsangeren under introduktionen til sangen "Barbie Girl" udbrød "Fuck off, Ken" ("Pis af, Ken") og løftede to fingrer mod publikum med ordene "Get a life, will you?" ("Få jer et liv"). På trods af dette fortsatte showet med flere fornærmelser og afviklingen af sangene "Turn Back Time", "Pepper Girl", "Lollipop (Candyman)" og "Doctor Jones", Safri Duos "Played-A-Live (The Bongo Song)" og til sidst Aquas egen "Cartoon Heroes". På trods af fornærmelser, bandeord og tvivlsomme gestuser, blev Danmarks Radio aldrig straffet af organisationen bag ESC; European Broadcasting Union (EBU). Det skal bemærkes at EBU i 2003 truede med at fjerne bandet T.A.T.u.s optræden, idet et lesbisk kys indgik i deres sædvanlige sceneoptræden.

## Deltagere og resultater
| Sang nr. | Land                | Solist                         | Sang                     | Plads | Point |
| -------- | ------------------- | ------------------------------ | ------------------------ | ----- | ----- |
| 1        | Holland             | Michelle                       | Out on my own            | 18    | 16    |
| 2        | Island              | Two Tricky                     | Angel                    | 22    | 3     |
| 3        | Bosnien-Hercegovina | Nino Pršes                     | Hano                     | 14    | 29    |
| 4        | Norge               | Haldor Lægreid                 | On my own                | 22    | 3     |
| 5        | Israel              | Tal Sondak                     | Ein davar                | 16    | 25    |
| 6        | Rusland             | Mumiy Troll                    | Lady alpine blue         | 12    | 37    |
| 7        | Sverige             | Friends                        | Listen to your heartbeat | 5     | 100   |
| 8        | Litauen             | Skamp                          | You got style            | 13    | 35    |
| 9        | Letland             | Arnis Mednis                   | Too much                 | 18    | 16    |
| 10       | Kroatien            | Vanna                          | The strings of my heart  | 10    | 42    |
| 11       | Portugal            | MTM                            | So sei ser feliz assim   | 17    | 18    |
| 12       | Irland              | Gary O'Shaughnessy             | Without your love        | 21    | 6     |
| 13       | Spanien             | David Civera                   | Dile que la quiero       | 6     | 76    |
| 14       | Frankrig            | Natasha St-Pier                | Je n'ai que mon âme      | 4     | 142   |
| 15       | Tyrkiet             | Sedat Yuce                     | Sevgiliye son            | 11    | 41    |
| 16       | Storbritannien      | Lindsay Dracass                | No dream impossible      | 15    | 28    |
| 17       | Slovenien           | Nuša Derenda                   | Energy                   | 7     | 70    |
| 18       | Polen               | Piasek                         | 2 long                   | 20    | 11    |
| 19       | Tyskland            | Michelle                       | Wer liebe lebt           | 8     | 66    |
| 20       | Estland             | Tanel Padar, Dave Benton & 2XL | Everybody                | 1     | 198   |
| 21       | Malta               | Fabrizio Faniello              | Another summernight      | 9     | 48    |
| 22       | Grækenland          | Antique                        | Die for you              | 3     | 147   |
| 23       | Danmark             | Rollo & King                   | Never ever let you go    | 2     | 177   |

55°42′09″N 12°34′20″Ø / 55.702469444444°N 12.572202777778°Ø